# Оттон Пилецкий
Оттон Пилецкий, также известный как Отто Пилча Пилецкий, Отто Пилица Топор, Оттон Пилецкий (около 1320 — до 5 сентября 1385) — польский государственный деятель, староста русский в 1352—1369 годах, генеральный староста Великой Польши (1371—1372), воевода и староста сандомирский примерно с 1376 года, отец польской королевы Эльжбеты Пилецкой (Грановской).

## Биография
Близкий соратник польского короля Казимира Великого. В 1349 году он выступал посредником в споре между королём и краковским епископом по поводу уплаты десятины. В 1352 году он стал старостой русским, затем в 1371 году был назначен старостой Великой Польши, но из-за сопротивления дворянства ему пришлось через год подать в отставку с этой должности. В качестве компенсации за уход с должности он получил пост каштеляна вислицкого. Приблизительно в 1376 году он был назначен воеводой и старостой сандомирским.
Он построил замок в Смолени недалеко от Пильчи (нынешняя Пилица). Он получил от короля за свои услуги в качестве старосты русского замок Ланьцут и в 1361 году купил деревню Селец в районе сегодняшнего города Сосновец. Его продали ему Авраам из Гошиц и его сын Марек.
В документе Николая, князя Опавы и Рацибужа, от 15 декабря 1360 года, впервые появляются названия сегодняшних районов Катовице. В нем князь подтверждает за Отто из Пилицы владение деревнями Язвце, Заленже, Рождзень, Шопенице, Богучице и городом Мысловице.
Содействовал созданию монастыря миноритов в деревне Святой. Станислав в Галиции в 1367 году.

## Брак и потомство
Его женой была Ядвига Мельштынская, дочь воеводы сандомирского и каштеляна краковского Яня из Мельштына (+ 1380/1381). В источниках нет сведений о предыдущих браках Отто, но Ядвига, скорее всего, была его второй или третьей женой. От этого союза около 1370 года родилась дочь Эльжбета, которая после смерти Отто унаследовала его огромные поместья в Ланьцуте и Пилице и стала самой богатой девушкой в Польше. Выйдя замуж 2 мая 1417 года в Саноке, она стала третьей женой польского короля Владислава Ягелло, а 19 ноября 1417 года была коронована королевой Польши на Вавеле.

## Смерть
Точная дата смерти Оттона неизвестна, но он, вероятно, умер до 5 сентября 1385 года. Король Владислав Ягелло предоставил вдове Оттона доверенность на ведение всех судебных дел, а её близкий родственник стал следующим старостой Сандомира. Ядвига Мельштынская стала крестной матерью короля Владислава Ягелло в 1386 году.